# Edam-Volendam
Edam-Volendam este o comună în provincia Olanda de Nord, Țările de Jos. Comuna este formată din localitățile Edam și Volendam.